# Euxestus erithacus
Euxestus erithacus är en skalbaggsart som först beskrevs av Louis Alexandre Auguste Chevrolat 1863.  Euxestus erithacus ingår i släktet Euxestus och familjen gångbaggar. Inga underarter finns listade i Catalogue of Life.